# 滿丹丹
滿丹丹（1989年5月5日—），出生於中國黑龍江省哈爾濱，是越野滑雪運動員。她於2006年起參與國際賽事，並在同年取得參與都靈冬季奧運會的參賽資格。在這屆賽事中，她參加了女子30公里自由式賽，但未能完成賽事。2007年，她在世界杯中以第8名完成賽事，是她至今最佳的成績。翌年，她在全國冬季運動會奪得女子短距離古典賽的金牌。2010年，她再次參加冬季奧運會，這次，她在同一項賽事中以第51名完成賽事。
2011年，滿丹丹在亞洲冬季運動會取得一銀一銅。2014年，她第三次參加冬季奧運會。

## 資料來源
1. ↑  .   [2014-02-09]. （原始内容存档于2016-03-05）.